# Werner Hase
Werner Hase (* 17. Oktober 1937) ist ein deutscher Europameister im Fernschach. 

## Fernschach
Hase begann 1978 mit dem Fernschach. Ein Sieg in einem Turnier der Meisterklasse berechtigten ihn zur Teilnahme an der Vorrunde zu den 25. bis 29. deutschen Meisterschaften. Bei der 25. DM qualifizierte er sich für die Endrunde, wo er 1996 Platz 9 belegte.
Parallel dazu qualifizierte er sich durch mehrere erste Plätze in europäischen Meisterklasseturnieren für die Teilnahme an der 56. Europameisterschaft. Hier siegte er 1999 in der Endrunde mit 11,5 aus 14 und wurde Europameister.
Im gleichen Jahr nahm er noch am Finale des 10. World-Cups teil. Ab 2004 spielt er mit der Mannschaft von Zugzwang Bocholt in der Fernschach-Bundesliga.
1997 verlieh ihm der ICCF den Titel Internationaler Meister im Fernschach, 2003 wurde er Verdienter Internationaler Fernschachmeister (SIM). Seine Elo-Zahl betrug zuletzt 2489 im Januar 2009. Seitdem ist Hase auf internationalem Parkett nicht mehr aktiv gewesen.

## Turnierschach und Funktionärstätigkeit
Am Brett erzielte Hase einige lokale Erfolge. Seit 1977 war er Vorsitzender des Vereins „Braunschweiger Schachfreunde von 1929 e.V.“ Von 1978 bis 1984 war er Jugendtrainer.

## Privat
Hase betreibt in Braunschweig ein Kleidungsgeschäft.